# Église Saint-Nicolas de Samoš
Pour les articles homonymes, voir Église Saint-Nicolas.
L'église Saint-Nicolas de Samoš (en serbe cyrillique : Црква Светог Николе у Самошу ; en serbe latin : Crkva Svetog Nikole u Samošu) est une église orthodoxe serbe située à Samoš, dans la province autonome de Voïvodine, dans la municipalité de Kovačica et dans le district du Banat méridional en Serbie. Elle est inscrite sur la liste des monuments culturels de grande importance de la république de Serbie (identifiant no SK 1460).

## Présentation
Le village de Samoš est situé au centre de la région historique du Banat, juste au nord de la Deliblatska peščara, une zone sablonneuse vestige d'un vaste désert préhistorique, créé par le retrait de la mer Pannonienne ; il a été créé après 1783, au moment de l'expulsion des Serbes des villages de Ciavoș (en serbe : Čavoš ; aujourd'hui en Roumanie) et Sečanj.
L'église Saint-Nicolas a été construite à partir de 1840 et a été consacrée en 1847. L'édifice, l'un des plus grands du Banat, se présente comme une copie de l'église du village voisin de Sakule.
La partie la plus ancienne de l'iconostase provient de Čavoš et a été peinte dans la seconde moitié du XVIIIe siècle par Nedeljko Popović, un artiste très actif dans la région du Banat,, tandis la partie la plus récente est l'œuvre d'un peintre inconnu de la fin du XVIIIe siècle ou du début du XIXe siècle. Les icônes du trône de l'archiprêtre ont été réalisées par Uroš Predić en 1924. 